# Moina australiensis
Moina australiensis är en kräftdjursart som beskrevs av Sars 1896. Moina australiensis ingår i släktet Moina och familjen Moinidae. Inga underarter finns listade i Catalogue of Life.